# Энейс мулла
Энейс мулла (лат. Oeneis mulla) — дневная бабочка семейства Бархатницы, эндемик Казахстана.

## Описание
Длина переднего крыла 21 мм. Основной фон верхней стороны крыльев — коричневый.
На внешнем поле сверху на обоих крыльях проходит широкая бледно-желтоватая перевязь. На этой перевязи на переднем крыле располагается три чёрных пятна, а на заднем — одно, расположенное ближе к заднему краю крыла. Рисунок нижней стороны заднего крыла мраморовидный, образованный мелкими волнистыми полосами серо-коричневого цвета.

## Ареал и местообитание
Эндемик Казахстана. Вид известен только с хребта Тарбагатай в Восточном Казахстане.
Бабочки встречаются на разнотравных лугах южных склонов.

## Биология
Биология вида плохо изученная. За год развивается одно поколение. Время лёта бабочек в конце мая, начале июня. Гусеница и её кормовые растения не известны. По аналогии с другими видами рода, кормовыми растениями гусениц, вероятно, являются осоки, злаки и ситниковые.

## Замечания по охране
Вид включён в Красную книгу Казахстана (3 категория, редкий вид). Самый редкий из 5 видов рода, обитающих на территории Казахстана.